# Тёёлё
Тёёлё (фин. Töölö, швед. Tölö) — неофициальное название городской зоны Хельсинки, примыкающей к центру города с северо-запада и расположенной на восточном берегу залива Тёёлёнлахти фин. Töölönlahti. Делится на две части — южную («передний Тёёлё» — Эту-Тёёлё, фин. Etu-Töölö) и северную («задний Тёёлё» — Така-Тёёлё, фин. Taka-Töölö), которые являются официальными районами города. На юге Тёёлё граничит с Камппи, на севере — с Мейлахти и Лааксо, а также с Центральным парком.